# Commissariaat-generaal voor de Vluchtelingen en de Staatlozen
Het Commissariaat-generaal voor de Vluchtelingen en de Staatlozen (CGVS) (Frans: Commissariat général aux réfugiés et aux apatrides/CGRA) is een Belgische onafhankelijke overheidsinstantie, opgericht in 1988, die bescherming biedt aan asielzoekers.
De bescherming aan asielzoekers gebeurt door hen te erkennen als vluchteling of door hen subsidiaire bescherming toe te kennen.
Beslissingen van het commissariaat-generaal kunnen worden aangevochten bij de Raad voor Vreemdelingenbetwistingen.
Het wettelijk kader bestaat voornamelijk uit het verdrag betreffende de status van vluchtelingen van 28 juli 1951 en de vreemdelingenwet van 15 december 1980.
Aan het hoofd staat een commissaris-generaal:
- 1987 - 1997: Marc Bossuyt
- 1997 - 1 januari 2001: Luc De Smet
- 1 januari 2001 - september 2003: Pascal Smet
- september 2003 - maart 2023: Dirk Van den Bulck (ad interim tot benoeming per 1 januari 2005)
- april 2023 - heden: Sophie van Balberghe